# Topi (copricapo)

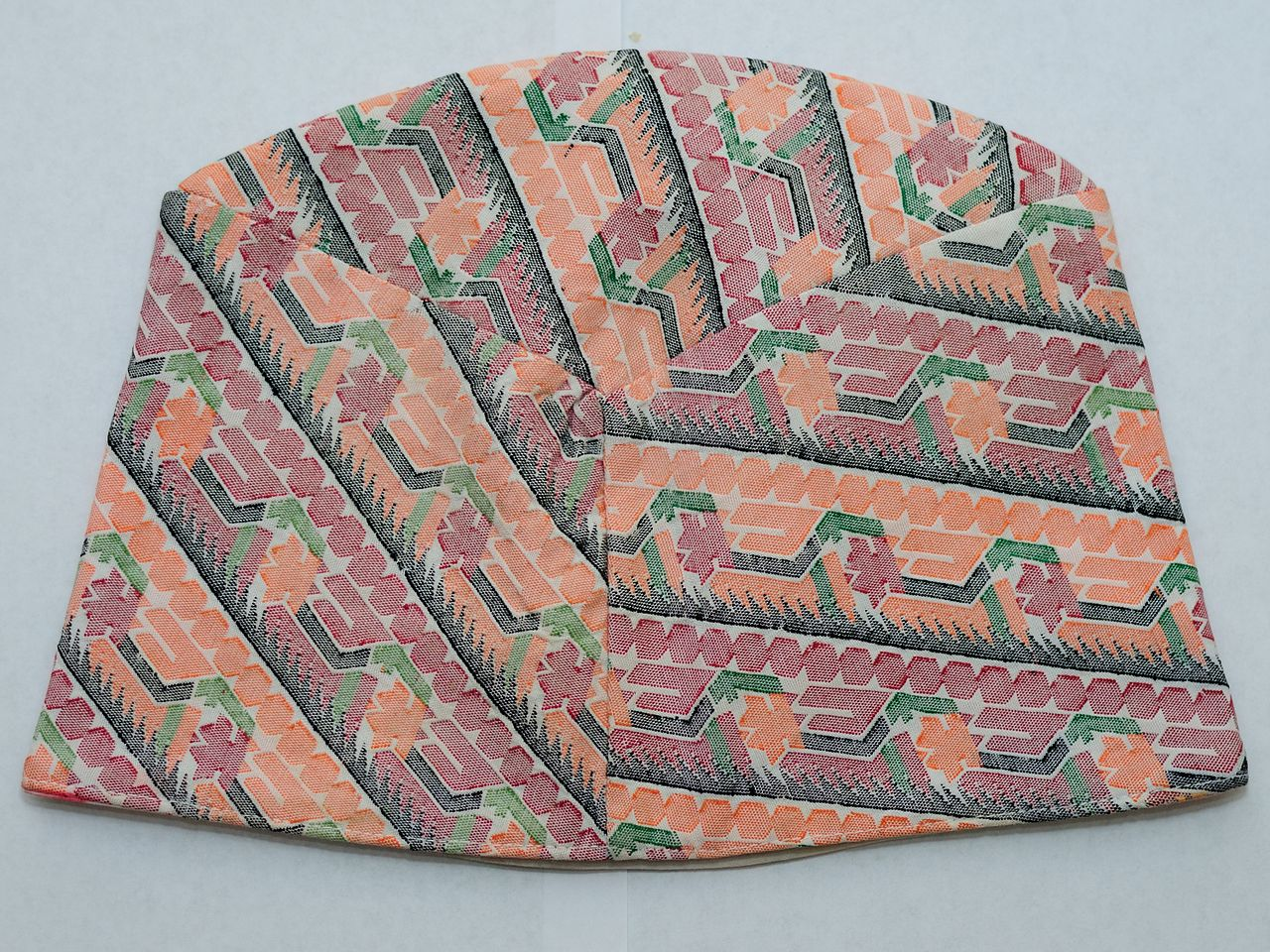
Un topi di Dacca

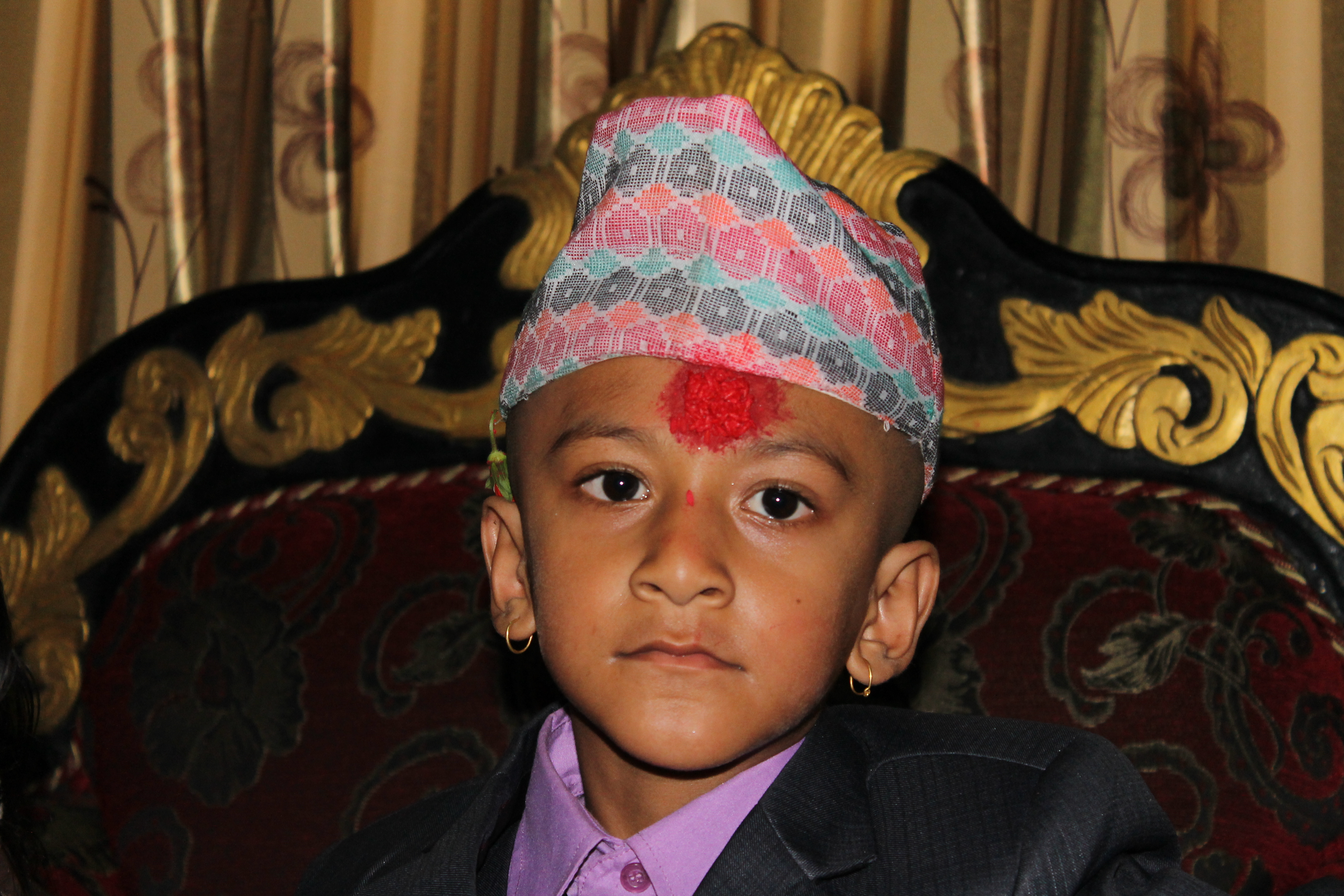
Un bambino Pahadi con un topi

Il topi (in nepalese: टोपी, ṭōpī, cappello), conosciuto anche come topi nepalese (नेपाली टोपी) o topi di Dacca (ढाका टोपी), è un tipo di cappello, diffuso tra la popolazione di montagna del Nepal o della minoranza Bharatiya Gorkha in India. Il copricapo divenne popolare durante il regno di Mahendra del Nepal, che governò il paese tra il 1955 e il 1972. 
Il topi è indossato come simbolo di orgoglio e identità nazionale anche dagli esponenti del governo, insieme ai vestiti tradizionali, come il daura-suruwal o la cintura patuka.

## Produzione

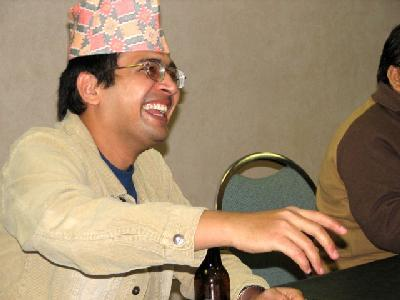
Un topi di Dacca indossato da un uomo sorridente

Il cappello è realizzato con una stoffa stampata chiamata Dacca, in quanto originaria della città di Dacca, capitale del Bangladesh, dove erano situate le maggiori industrie tessili da cui in passato veniva importato il tessuto.
Il topi viene venduto durante le festività del Dashain e Tihar.
I topi sono generalmente prodotti nel distretto di Palpa e nella zona orientale del Nepal, principalmente nel distretto di Bhojpur. Spesso viene prodotto artigianalmente nei telai casalinghi delle famiglie nepalesi.
In India le fabbriche dei topi, fondate dalla mminoranza nepalese, si trovano a Darjeeling, nello stato federato del Bengala.

## Topi bhaad-gaaule
Il Bhaad-gaaule (भाद्गाउले टोपी) è un topi di colore nero o scuro, tipico della minoranza Newa, parte dell'abbigliamento tradizionale delle città di Bhadgaon e Bhaktapur. In passato, durante l'epoca Panchayat e anche prima, il topi nero prodotta nel Bhaktapur era uno dei copricapi maschili preferiti a Katmandu: era infatti obbligatorio da indossare per poter entrare negli uffici governativi o in luoghi simbolici come il Singha Durbar.

## Giornata internazionale deltopi

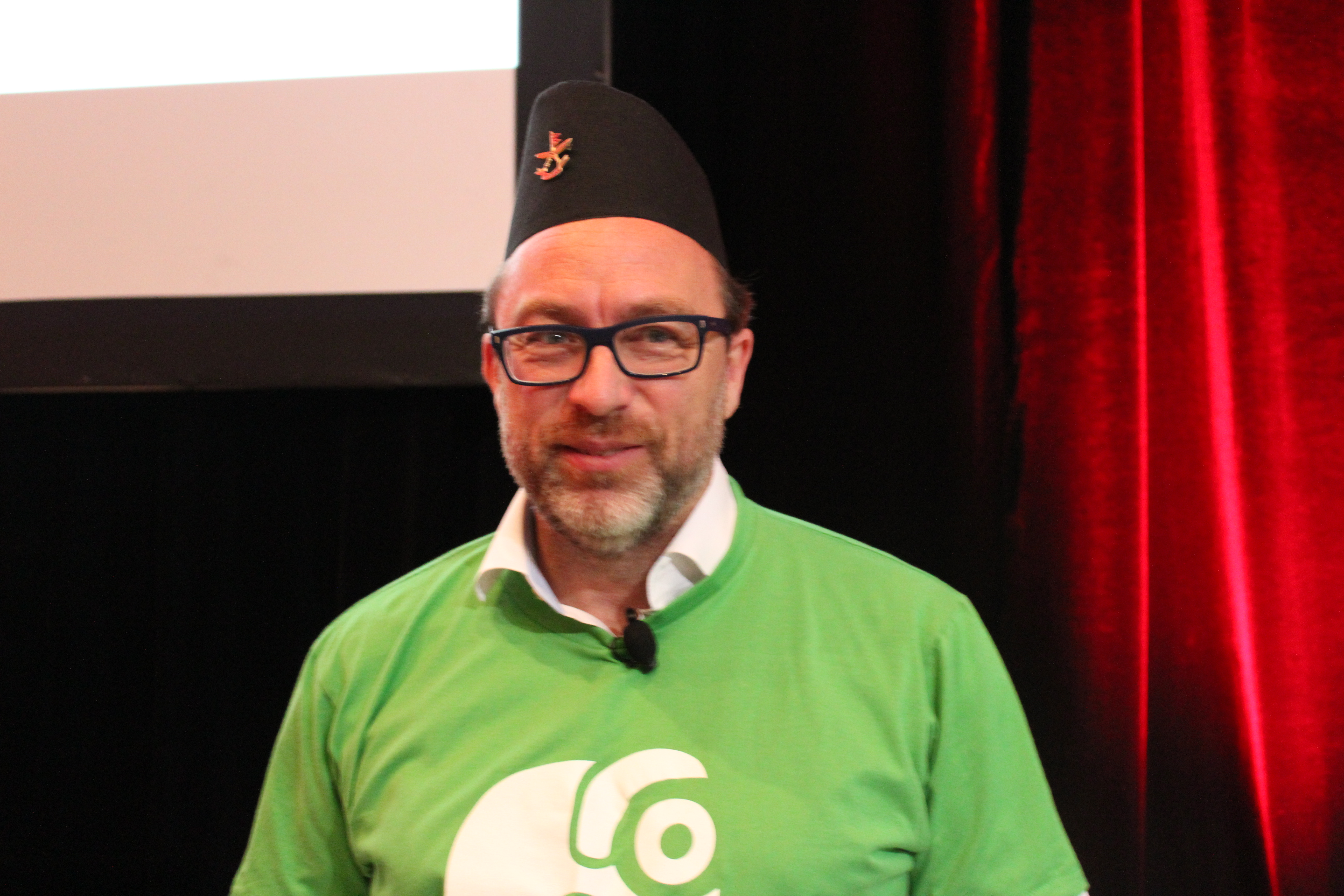
Il co-fondatore di Wikipedia Jimmy Wales con un tradizionale topi nero di Bhaktapur, durante la cerimonia di chiusura di Wikimania-2015 a Città del Messico

La giornata internazionale del topi nepalese viene celebrata il 1º gennaio con l'obiettivo di promuovere la cultura nepalese. Indossare il topi è considerato una sorta di orgoglio nazionale, in quanto tale copricapo è un simbolo di unificazione delle diverse etnie presenti nel paese.